# Caucasian Review of International Affairs
Caucasian Review of International Affairs (CRIA) est une revue scientifique  internationale en ligne couvrant les pays de Caucase et les questions de relations internationales contemporaines. CRIA est publié quatre fois par an en Anglais.

## Description
Le Caucasian Review of International Affairs (CRIA), anciennement connu comme le Caucasian Journal of European Affairs, a commencé la publication en 2006. Après une brève intercession la revue accepte à nouveau des articles, dans un nouveau format et avec une page web actualisée.
La CRIA est une revue trimestrielle, libre, à but non lucratif et en ligne. Les articles publiés dans le CRIA sont soumis au comité de lecture. La revue est engagée à promouvoir une meilleure compréhension des affaires régionales en fournissant des recherches et analyses profondes, en ce qui concerne le Caucase en général, et le Caucase du Sud en particulier. La CRIA publie également des articles lucides et bien documentés sur tous les aspects des affaires internationales, de tous les points de vue politiques.
La CRIA publie des articles scientifiques des académiciens reconnus, des essais écrits par des actuels et anciens politiciens, des ambassadeurs et autres décideurs, des critiques de livres et d'interviews.
La CRIA est indexée dans: Columbia International Affairs Online, Directory of Open Access Journals, ProQuest Research Library, EBCOhost Research Database, International Relations and Security Network, Ulrich's Periodicals Directory, World Affairs Online, Virtuelle Fachbibliothek Osteuropa, Google Scholar, Global Development Network, Elektronische Zeitschriftenbibliothek, Social Sciences Eastern Europe, etc.